# Belazao
Belazao – gmina na Madagaskarze, w regionie Vakinankaratra, w dystrykcie Antsirabe II. W 2001 roku zamieszkana była przez 11 254 osób. Siedzibę administracyjną stanowi miejscowość Belazao.